# Organisation internationale de métrologie légale
L'Organisation internationale de métrologie légale (OIML) (International Organization of Legal Metrology en anglais) est une organisation intergouvernementale dont le siège est établi au 11, rue Turgot à Paris. Établie le 12 octobre 1955, son objectif est de promouvoir la standardisation de la métrologie légale. En 2019, elle compte 62 États Membres et 61 Membres Correspondants.

## Membres

### États Membres de l'OIML[1]
Cette liste ne reprend pas les dénominations de pays utilisées par l'ONU, elle utilise la terminologie généralement utilisée dans Wikipédia, à savoir le nom usuel et francisé des pays.
| Pays                 | Continent |
| -------------------- | --------- |
| Afrique du Sud       | Afrique   |
| Albanie              | Europe    |
| Algérie              | Afrique   |
| Allemagne            | Europe    |
| Arabie saoudite      | Asie      |
| Australie            | Océanie   |
| Autriche             | Europe    |
| Bélarus              | Europe    |
| Belgique             | Europe    |
| Brésil               | Amérique  |
| Bulgarie             | Europe    |
| Cambodge             | Asie      |
| Canada               | Amérique  |
| Chypre               | Asie      |
| Colombie             | Amérique  |
| Croatie              | Europe    |
| Cuba                 | Amérique  |
| Danemark             | Europe    |
| Égypte               | Afrique   |
| Espagne              | Europe    |
| États-Unis           | Amérique  |
| Fédération de Russie | Europe    |
| Finlande             | Europe    |
| France               | Europe    |
| Grèce                | Europe    |
| Hongrie              | Europe    |
| Inde                 | Asie      |
| Indonésie            | Asie      |
| Iran                 | Asie      |
| Irlande              | Europe    |
| Israël               | Asie      |
| Italie               | Europe    |
| Japon                | Asie      |
| Kazakhstan           | Asie      |
| Kenya                | Afrique   |
| Macédoine            | Europe    |
| Maroc                | Afrique   |
| Monaco               | Europe    |
| Norvège              | Europe    |
| Nouvelle-Zélande     | Océanie   |
| Pakistan             | Asie      |
| Pays-Bas             | Europe    |
| Pologne              | Europe    |
| Portugal             | Europe    |
| Rép. Pop. de Chine   | Asie      |
| Rép. de Corée        | Asie      |
| République tchèque   | Europe    |
| Roumanie             | Europe    |
| Royaume-Uni          | Europe    |
| Serbie               | Europe    |
| Slovaquie            | Europe    |
| Slovénie             | Europe    |
| Sri Lanka            | Asie      |
| Suède                | Europe    |
| Suisse               | Europe    |
| Tanzanie             | Afrique   |
| Thaïlande            | Asie      |
| Tunisie              | Afrique   |
| Turquie              | Afrique   |
| Viêt Nam             | Asie      |
| Zambie               | Afrique   |

### États Membres Correspondants de l'OIML[2]
Cette liste ne reprend pas les dénominations de pays utilisées par l'ONU, elle utilise la terminologie généralement utilisée dans Wikipédia, à savoir le nom usuel et francisé des pays.
| Pays                      | Continent |
| ------------------------- | --------- |
| Angola                    | Afrique   |
| Argentine                 | Amérique  |
| Azerbaïdjan               | Asie      |
| Bahreïn                   | Asie      |
| Bangladesh                | Asie      |
| Bolivie                   | Amérique  |
| Bosnie-Herzégovine        | Europe    |
| Botswana                  | Afrique   |
| Costa Rica                | Amérique  |
| Émirats arabes unis       | Asie      |
| Équateur                  | Amérique  |
| Estonie                   | Europe    |
| Fidji                     | Océanie   |
| Géorgie                   | Europe    |
| Ghana                     | Afrique   |
| Guatemala                 | Amérique  |
| Guinée                    | Afrique   |
| Hong Kong                 | Asie      |
| Île Maurice               | Afrique   |
| Irak                      | Asie      |
| Islande                   | Europe    |
| Jordanie                  | Asie      |
| Kiribati                  | Océanie   |
| Kirghizistan              | Asie      |
| Koweït                    | Asie      |
| La Barbade                | Amérique  |
| Lettonie                  | Europe    |
| Lituanie                  | Europe    |
| Luxembourg                | Europe    |
| Madagascar                | Afrique   |
| Malaisie                  | Asie      |
| Malawi                    | Afrique   |
| Mali                      | Afrique   |
| Malte                     | Europe    |
| Mexique                   | Amérique  |
| Moldavie                  | Europe    |
| Mongolie                  | Asie      |
| Monténégro                | Europe    |
| Mozambique                | Afrique   |
| Namibie                   | Afrique   |
| Népal                     | Asie      |
| Nigeria                   | Afrique   |
| Oman                      | Asie      |
| Ouganda                   | Afrique   |
| Ouzbékistan               | Asie      |
| Panama                    | Amérique  |
| Papouasie-Nouvelle-Guinée | Océanie   |
| Paraguay                  | Amérique  |
| Pérou                     | Amérique  |
| Philippines               | Asie      |
| Qatar                     | Asie      |
| République dominicaine    | Amérique  |
| Rwanda                    | Afrique   |
| Seychelles                | Afrique   |
| Sierra Leone              | Afrique   |
| Singapour                 | Asie      |
| Soudan                    | Afrique   |
| Taipei Chinois            | Asie      |
| Trinité-et-Tobago         | Amérique  |
| Ukraine                   | Europe    |
| Uruguay                   | Amérique  |
| Zimbabwe                  | Afrique   |